# Daniel Gabriel Fahrenheit

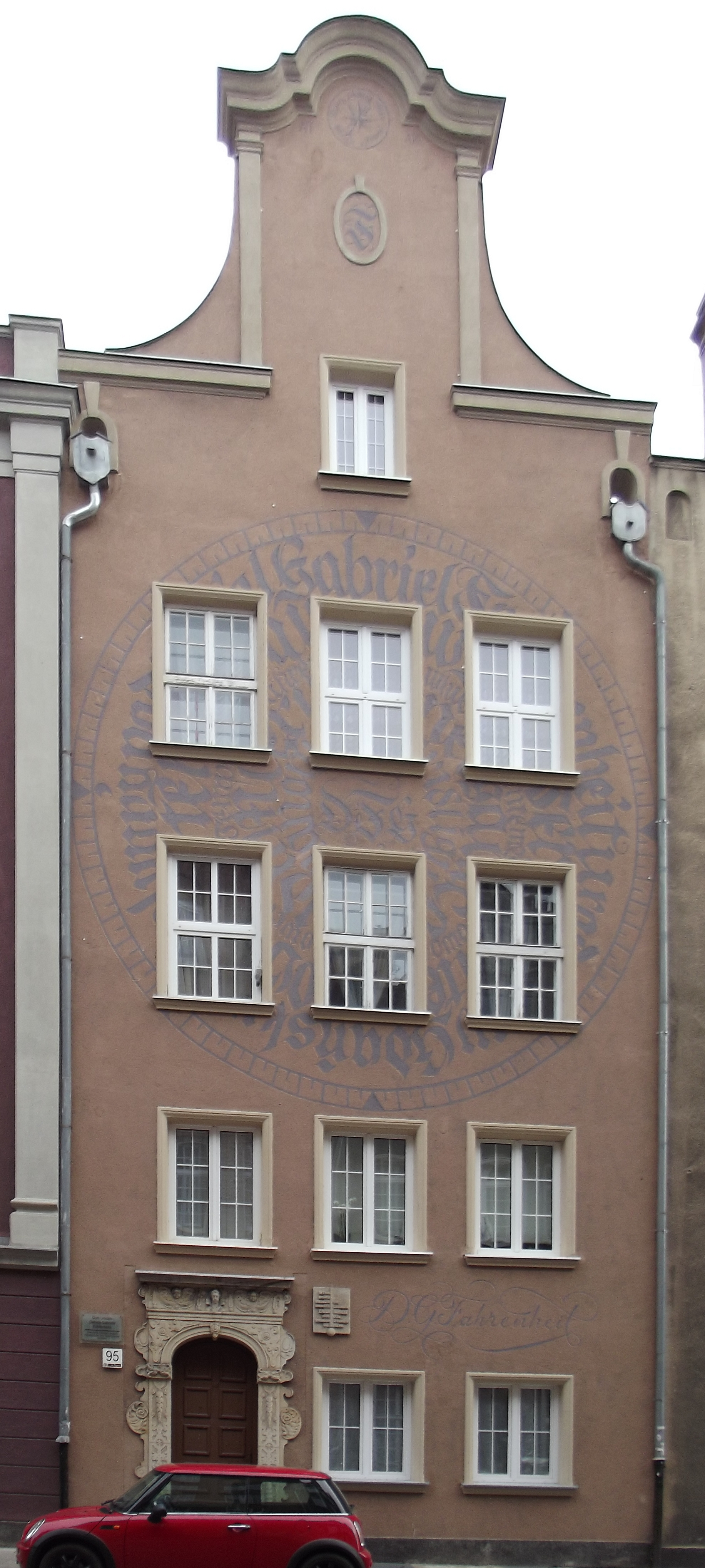
Fahrenheits födelseplats

Daniel Gabriel Fahrenheit, född 24 maj 1686 i Danzig, död 16 september 1736 i Haag, var en glasblåsare och instrumentmakare, född i en tysk familj som levde större delen av sitt liv i Nederländerna och England. Han förbättrade termometrarna genom att använda kvicksilver i stället för sprit.
Fahrenheit konstruerade den temperaturskala som bär hans namn och som numera används framför allt i USA. För omräkning av temperaturen TF °F på fahrenheitskalan till TC °C på celsiusskalan används formeln:
TC = 5/9 × (TF - 32)

## Utmärkelser
Asteroiden 7536 Fahrenheit är uppkallad efter honom.